# Bohdan Lohwynenko

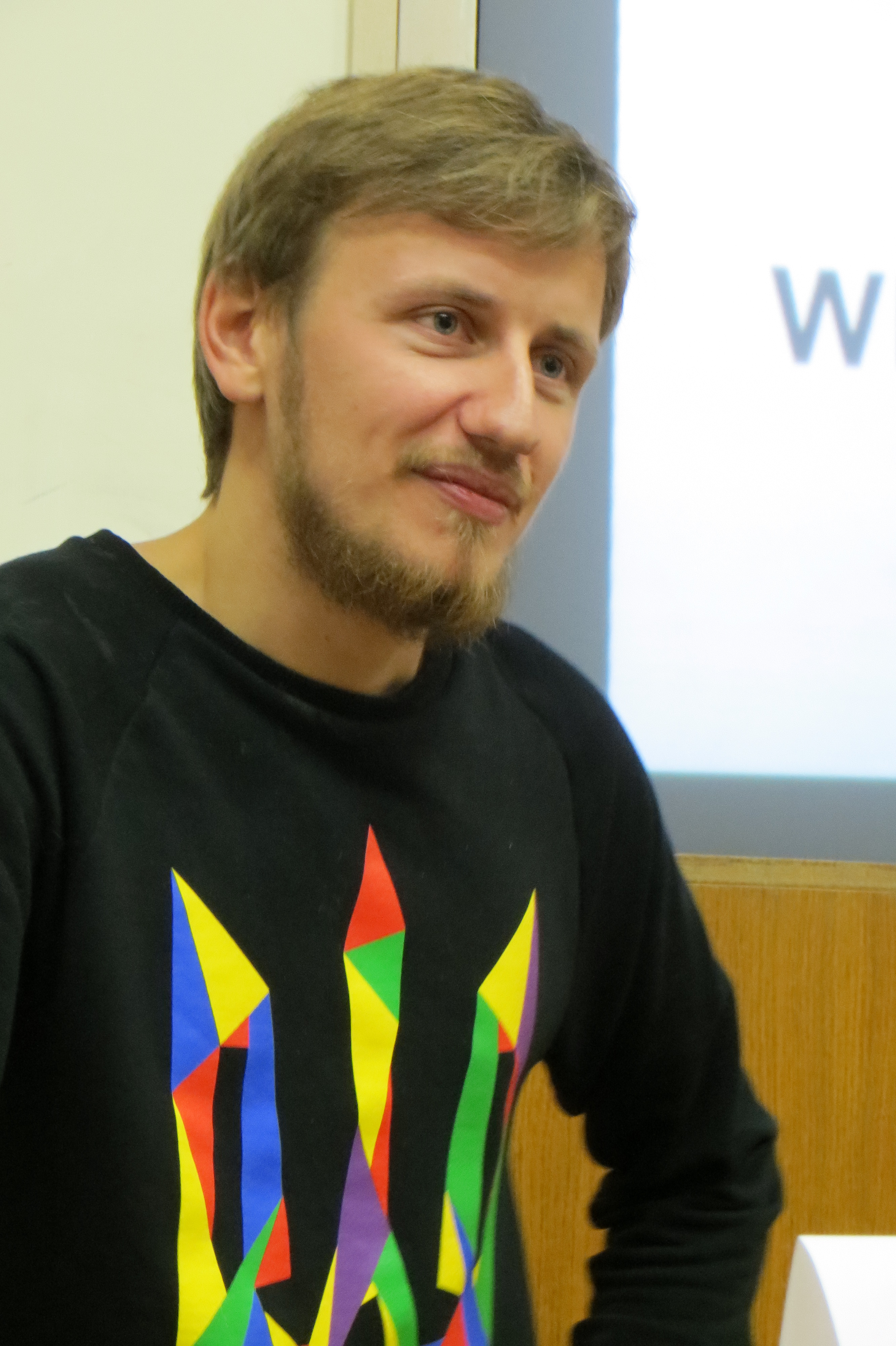
Bohdan Lohwynenko, 2015

Bohdan Anatolijowytsch Lohwynenko (ukrainisch Логвиненко Богдан Анатолійович; * 22. Oktober 1988 in Kiew) ist ein ukrainischer Schriftsteller, Journalist, Fernsehmoderator, Literaturkritiker, Redakteur, Gründer des Projektes Ukraїner.

## Leben
Lohwynenko studierte an der Fakultät für Chemie der Kiewer Mohyla-Akademie und  anschließend an der Karpenko-Kary-Universität für Theater, Film und Fernsehen.
Im Jahr 2005 gründete er das Online-Magazin Sumno?, dessen Chefredakteur er bis 2011 war. Seit 2006 setzt sich Bohdan Lohwynenko aktiv gegen die Schließung der Kiewer Buchhandlung Sjaiwo und die Willkür von Bürgermeister Tschernowezkyj ein. Im Jahr arbeitete er bei der Zeitung Gazeta Po-Ukrainski und war ein Mitglied der Jury Book Forum Lviv. Von 2007 bis 2012 war er Manager der Band Dead Rooster. Im Herbst 2009 organisierte er das Antonych-Fest in Kiew anlässlich des 100. Geburtstags von Bohdan-Ihor Antonytsch.
Mehrere Jahre lang lebte und arbeitete Lohwynenko im Ausland, zunächst in Posen und dann in Südostasien.
Im Jahr 2016 initiierte Lohwynenko das Medienprojekt Ukraїner – eine Expedition zur Erkundung der Ukraine. Ein von ihm geleitetes Journalistenteam drehte malerische Drohnenvideos, die die Schönheit der ukrainischen Landschaft zeigten. Berichte über Reisen, Kunst und Wirtschaft in unbekannte Teile der Ukraine werden auf dem YouTube-Kanal und auf der Projekt-Website veröffentlicht. 2016 wurde das Buch Ukraїner veröffentlicht und in mehrere Sprachen übersetzt.
Nach dem Beginn der russischen Überfall auf die Ukraine im Jahr 2022 schloss sich das Ukraїner-Team der Freiwilligen-Bewegung an und widmete sich der Berichterstattung über die Ereignisse in den befreiten Gebieten. Das Buch Деокупація. Історії опору українців. (De-Okkupation. Geschichten des ukrainischen Widerstands) umfasst die Geschichten von Augenzeugen: ukrainische Soldaten, Polizisten, Freiwillige, Partisanen und einfache Einwohner, die die Besatzung in mehr als zwanzig befreiten Städten und Dörfern im Norden, Süden und Osten der Ukraine überlebt haben.

## Werke
Eigene Veröffentlichungen
- Богдан Логвиненко про Нестора Махна, Шарля де Ґолля, Олеся Бердника, Джохара Дудаєва, Романа Шухевича. Hrani-T, Kiew 2010, ISBN 978-966-465-258-9 (ukrainisch, über Nestor Machno, Charles de Gaulle, Oles Berdnyk, Dschochar Dudajew, Roman Schuchewytsch).
- Saint Porno. Історія про кіно і тіло. Klub simejnoho doswillja, Charkiw, 2016, ISBN 978-617-12-0861-2 (ukrainisch, Saint Porno. Eine Geschichte über das Kino und den Körper).
- Перехожі. Південно-Східна Азія. Wydawnyztwo Staroho Lewa, Lwiw 2016, ISBN 978-617-679-326-7 (ukrainisch, Passanten. Südost-Asien).

Mit dem Ukraїner
- Деокупація. Історії опору українців. Ukraїner, 2023, ISBN 978-617-8216-17-7 (ukrainisch).
- Ukraine. Unsere Heimat ohne Krieg. Frederking & Thaler, 2022, ISBN 978-3-95416-392-2 (deutsch).
- Ким ми є? Національні спільноти та корінні народи України. Ukraїner, 2022, ISBN 978-617-642-593-9 (ukrainisch).
- Різдво / Маланка. Ukraїner, 2022, ISBN 978-617-8216-19-1 (ukrainisch).
- Ukraine from above. Staryi Dnipro. Ukraїner, 2022, ISBN 978-617-8216-02-3 (englisch).
- Ukraїner. Країна зсередини 2. Ukraїner, 2022, ISBN 978-617-8216-00-9 (ukrainisch).
- Ukraїner. Країна зсередини.  Wydawnyztwo Staroho Lewa, 2020, ISBN 978-617-679-686-2 (ukrainisch).
- Ukraїner. Ukrainian Insider.  Wydawnyztwo Staroho Lewa, 2020, ISBN 978-617-679-731-9 (englisch).

## Auszeichnungen
- 2023: Heorhij-Gongadse-Preis[8] – eine Auszeichnung für freie Journalisten.[9]